# Кручинин, Валентин Яковлевич
Валентин Яковлевич Кручинин (1892—1970) — советский композитор, Заслуженный деятель искусств РСФСР (1964).

## Биография
Родился 25 июня 1892 года в Ростове-на-Дону.
В 1911—1913 годах обучался игре на фортепиано у Е. Гвоздкова, в 1912 году окончил музыкальную школу А. С. Шора по классу фортепьяно. В 1914 году учился у К. А. Киппа. В 1916—1917 годах брал уроки по теории музыки и гармонии у В. А. Золотарева. В 1932—1936 годах занимался в семинаре Союза советских композиторов у Р. М. Глиэра (композиция), А. Н. Александрова (анализ форм) и Н. П. Иванова-Радкевича (инструментовка).
Умер 5 февраля 1970 года в Москве. Похоронен на Введенском кладбище (10 уч.).

## Творчество
В. Я. Кручинин — автор множества музыкальных произведений: оперетт, сюит, музыки для фильмов, маршей, хоровых песен. Он внёс значительный вклад в репертуар духового оркестра.

### Оперетты
- «Святая любовь» (1937),
- «Шура Иванова» (1938),
- «Партизанский соловей» (1941),
- «Последняя мазурка» (1941; 2-я редакция — 1956).

### Сюиты
- I Красноармейская (1936),
- II Красноармейская (1940),
- III Красноармейская (1943),
- IV Кавалерийская (1943),
- V Победная (1945),
- VI Армейская (1953).

### Музыка к фильмам
- «Земля» (1932),
- «Космический рейс» (1936),
- «Девочка Майя и 1-е Мая» (1938),
- «Пышка» (1938),
- «Поезд идёт в Москву» (1938).